# Пиетро Помпонаци
Пиетро Помпонаци (на италиански: Pietro Pomponazzi) е италиански философ.

## Биография
Роден е на 16 септември 1462 г. в Мантуа, Венецианска република. Учи в родния си град, а след това продължава обучението си в Падуа, където през 1487 г. става лекар. На следващата година е избран за т.нар. професор без конкурент по философия в Падуа, където е колега на авероиста Алесандро Акилини.
В периода 1495 – 1509 г. оглавява катедрата по естествена философия до затваряне на школите на Падуа, след което заема професорско място във Ферара. Там Помпонаци изнася лекции върху Аристотеловия труд „За душата“. През 1512 г. е поканен в Болоня, където остава до смъртта си и където пише всичките си трудове.
В Падуа Помпонаци изучава предимно медицинската наука, но във Ферара и още повече в Болоня, започва да обръща внимание на изучаването на психологията и богословството. През 1516 г. философът създава трактата си De immortalitate animae („За безсмъртието на душата“), който довежда до бурни спорове между православните томисти от католическата църква както и авероистите, начело с Агостино Нифо и така наречената Александрийска школа. Трактатът е изгорен във Венеция, а самият Помпонаци се оказва под смъртна заплаха от страна на католиците. Последват два негови памфлета, „Апология“ и „Защитна реч“, в които обяснява парадоксалната си позиция на католик и философски материалист. Последните му две монографии, „За чародейството“ и „За фатума“, са посмъртно публикувани в издание на произведенията му, отпечатано в Базел.
Умира на 18 май 1525 г. в Болоня на 62-годишна възраст.

## Книги
- Трактати за безсмъртието на душата. УИ „Св. Климент Охридски“, 2008